# Šarenoglava patka
Šarenoglava patka (Sibirionetta formosa, prije Anas formosa) je pripadnik potporodice Anatinae. Razmnožava se u šumskoj zoni istočnog Sibira od ušća rijeke Jenisej istočno do Kamčatke. To je ptica selica koja zimuje u Japanu, Južnoj Koreji, Taiwanu, sjevernoj i istočnoj Kini, od Pekinga obalom mora do granice s Vijetnamom i zapadno do Yunnana i zatim sjeverno do Chongqinga i Henana. Molekularna istraživanja i istraživanja o ponašanju ukazuju na to da ona nema bliskih srodnika među živućimpatkama i da bi se trebala svrstati u vlastiti rod; najvjerojatnije je najsrodnija vrstama poput patke pupčanice i patke žličarke.

## Opis
Duga između 39 i 43 cm, ova patka je neznatno duža i s dužim repom od kržulje. Teška je oko 500 grama. Mužjak tijekom razmnožavanja ima upadljivu šarenu glavu, sa zelenom, žutom, bijelom i crnom bojom. Preko oka prolazi crna linija. Kruna je tamna, a prsa su mu svijetlosmeđa s tamnim pjegama. Ima duga pera na leđima, crvenkastosmeđe, krem i crne boje, koja padaju na ostatak tijela. Sa strane tijela ima mjesta sa sivom bojom, koja su na kraju i početku ograničena bijelom prugom.
Ženka sliči ženci vrste Anas carolinensis, ali s dužim repom i prepoznatljivom bijelom pjegom pri bazi kljuna i s bijelim grlom i prugama do vrata. Ona također ima prepoznatljive svijetle obrve oivičene tamnijom krunom. Neke "ženke" imaju "uzde" na licu, ali su vjerojatno neke, ako ne i sve te "ženke", zapravo mladi mužjaci. Mladunci imaju perje slično ženkinom i mogu se razlikovati od patke kržulje po blijedoj točki na kljunu.
Izvan sezone parenja, mužjak sliči ženci, ali je perje mnogo više crvenkastosmeđe boje nego kod ženke.
Razmnožava se u jezercima na rubu tundre i u močvarnim šumama. Zimi se može naći na slatkovodnim jezerima i tokovima u dolinama.
Ova vrsta je svrstana kao osjetljiva zbog lova i uništenja njezinih zimskih močvarnih staništa. Međutim, u nekim knjigama je navedeno da se dobro oporavila.
U svijetu ima oko 300 000 šarenoglavih patki.

## Vanjske poveznice
|  | Zajednički poslužitelj ima još gradiva o temi Sibirionetta formosa |
|  | Wikivrste imaju podatke o taksonu Sibirionetta formosa             |